# Амір Шарифуддін
Амір Шарифуддін Харахап (індонез. Amir Sjarifoeddin Harahap; 27 квітня 1907 — 19 грудня 1948) — індонезійський державний і політичний діяч, один з лідерів країни часів боротьби за незалежність.

## Ранні роки
Амір Шарифуддін народився на Суматрі в аристократичній мусульманській родині. Походження й видатні інтелектуальні здібності дозволили йому навчатись у престижних школах. Він здобував освіту у Гарлемі та Лейдені у Нідерландах, згодом отримав науковий ступінь у Батавії (нині Джакарта). Під час перебування у Нідерландах вивчав східну та континентальну філософію під керівництвом теософського товариства. 1931 року Амір навернувся у християнство.

## Початок політичної кар'єри
1937 року Амір очолював групу молодих марксистів під назвою Індонезійського народного руху (індонез. Gerindo) — радикальну організацію, що розглядала міжнародний фашизм як свого основного ворога. Димитровська доктрина Комінтерну вимагала створення широкого антифашистського фронту, до якого увійшли багато індонезійців, які жадали повної незалежності Індонезії від Нідерландів. Gerindo була однією з перших партій, які за кілька років до Другої світової війни вимагали створення парламенту, що мав би всю повноту законодавчої влади. Радикальні націоналісти Сукарно й Хатта, з якими Шарифуддін зустрівся перед війною, співпрацювали з голландцями й висували набагато більш помірковані вимоги. До 1940 року голландська розвідка почала спостерігати за діяльністю Аміра через його приналежність до комуністичного підпілля.
Зважаючи на зростання сили і впливу Японської імперії, Шарифуддін, як і багато інших індонезійських лідерів, попереджав про фашистську небезпеку. Перед вторгненням до Нідерландів нацистської Німеччини, союзника Японії, Голландська Ост-Індія була головним експортером сировини у Східній Азії. У той час група Аміра Шарифуддіна організувала кілька кампаній з бойкоту японських товарів. Роль Аміра в організації тих кампаній спонукала голландську розвідку дати йому у березні 1942 року 25 000 гульденів на організацію спротиву японським окупантам. У своїй боротьбі Шарифуддін активно використовував свої зв'язки з комуністичним підпіллям. До того часу голландська колоніальна адміністрація припинила своє існування, основні сили голландців евакуювались з Індонезії до Австралії.
Після окупації Індонезії японські війська придушували будь-яку спробу спротиву з боку індонезійців. Більшість індонезійських лідерів або співпрацювали з окупантами, або оголосили себе «нейтральними спостерігачами». Амір Шарифуддін і Сутан Шарір були одними з небагатьох індонезійських лідерів, хто організував спротив окупантам. 1943 року Амір був заарештований японцями та засуджений до страти, від смерті його врятувало тільки втручання Сукарно.
У незалежній Індонезії як член кабінету міністрів, а пізніше — прем'єр-міністр, Амір приєднався до групи політичних лідерів старшого покоління, які вважали необхідним приділяти основну увагу дипломатії та формуванню законодавчих органів. Тій групі протистояла група молодих лідерів, що вимагали продовження революційної боротьби. Суперництво тих двох груп продовжувалось упродовж всього періоду боротьби за незалежність в Індонезії .

## Керівництво Соціалістичною партією
1945 року Шарифуддін був найвідомішим та поважним політичним діячем серед комуністів. Хоч Амір підтримував контакти із забороненою Комуністичною партією Індонезії, він не перебував у її лавах від 1935 року та був у напружених відносинах з керівництвом партії. Найближчі соратники Шарифуддіна по Gerindo та компартії, в тому числі Сутан Шарір, заснували 1 листопада 1945 року Соціалістичну партію Індонезії (Parsi). У тому ж місяці прибічники Аміра заснували Народну молодь Індонезії (індонез. Pemuda Sosialis Indonesia, Pesindo).
На між партійній конференції 16-17 грудня було оголошено про злиття партій Сутана Шаріра й Амира Шарифуддіна в єдину Соціалістичну партію. Нова політична сила швидко стала найбільш популярною проурядовою партією, особливо у Джок'якарті та Східній Яві. Партія погодилась із думкою Аміра й інших її лідерів, що Індонезія ще не готова до побудови соціалізму, що необхідно шукати міжнародної підтримки для досягнення повної незалежності країни та придушувати внутрішньопартійну опозицію. Лідери партії, які симпатизували Заходу, зокрема нідерландським лівакам, не мали повної підтримки у соціалістів-індонезійців.

## Урядова діяльність

### Міністр інформації
15 серпня 1945 року Японія капітулювала, за два дні було проголошено незалежність Індонезії. 2 вересня було сформовано перший індонезійський уряд, до складу якого увійшли сімнадцять міністрів — головним чином націоналістів, які співпрацювали з японцями під час окупації. Коли Шарифуддіна призначили міністром інформації, він все ще перебував в ув'язненні за антияпонську діяльність, до якого був засуджений 1943 року. У першому уряді Амір співпрацював з Сутаном Шаріром — прем'єр-міністром і суперником Сукарно. Така співпраця відіграла значну роль в ефективній роботі уряду.
30 жовтня Шарифуддін, Сукарно і Хатта вилетіли до Сурабаї (Східна Ява), біля якої тривав бій з британськими військами. Їх вважали єдиними національними лідерами, здатними укласти перемир'я з британцями, яке було необхідне, оскільки британські й індійські експедиційні війська мали значну перевагу над силами Республіки Індонезії. Було досягнуто згоди щодо припинення вогню, але через взаємну недовіру сторін перемовини було зірвано, й бойові дії відновились. Згодом вони отримали назву Сурабайської битви.

### Міністр оборони
16 жовтня 1945 року Шарір і Шарифуддін домовились про співпрацю в Центральному національному комітеті Індонезії (ЦНКІ) й уряді. 11 листопада був сформований новий кабінет, Шарір залишився прем'єр-міністром, Амір Шарифуддін отримав пост міністра оборони. На тому посту Амір мав значний вплив. Однак, у нового міністра виникли суперечки з командуванням збройних сил, зокрема з генералом Судірманом, який висунув свого кандидата на пост міністра оборони — султана Джок'якарти Хаменгкубувоно IX. Однак, султан не став оскаржувати призначення Аміра на той пост. У той час уряд і армія почали боротьбу з особами, які співпрацювали з японською окупаційною владою. Шарифуддін і Шарір відіграли активну роль у тій компанії: за їхнім наказом офіцери індонезійської армії нападали на колабораціоністів. Амір виявляв симпатії до радянської Червоної Армії, вважаючи її ідеальною моделлю народної армії, покликаної захищати ідеал соціалізму. 19 лютого 1946 року за розпорядженням Шарифуддіна в армії був створений «освітній штаб», найбільший вплив у якому мали соціалісти-члени партії Машумі.
Наприкінці травня 1946 року Шарифуддін призначив 55 «політичних офіцерів» до лав армії без консультації з армійським командуванням. «Політичні офіцери» мали навчати армійські підрозділи в дусі революції. Однак та задумка Шарифуддіна не була реалізована — багато офіцерів, у тому числі й Судірман, не пробачили йому кампанію з боротьби з колабораціоністами. Нові програми військових училищ, складені у дусі марксизму, суперечили традиційним уявленням про армію як про силу, що завжди залишається поза політикою. Армійське командування активно протидіяло спробам Шарифуддіна нав'язати армії ворожу їй ідеологію.
Суперечки між військовим командуванням з одного боку й Аміром з іншого змусили міністра оборони шукати підтримку серед армійських офіцерів. Він звернувся до командувача дивізії Силівангі генерала Насутіона. Окрім того, уряд мав підтримку серед народу, який симпатизував соціалістичним ідеям. Будучи більш гарним оратором, ніж Шарір, Шарифуддін часто виступав на всенародних мітингах.

### Прем'єр-міністр
У 1946-1947 роках поглибились суперечки між прибічниками Шарифуддіна й Шаріром. Тривалий час зберігалась напруженість у відносинах між Шаріром та індонезійськими комуністами, які повернулись до країни з Нідерландів 1946 року. Після кампанії з боротьби з колабораціоністами та напруженість ще більше посилилась. Надто велика увага, яку Шарір приділяв міжнародним відносинам, його фактична ізоляція від основних подій внутрішнього життя країни, зрештою, його нелюбов до масових мітингів призвели до зростання впливу марксистів-прибічників зближення з Радянським Союзом у Соціалістичній партії та коаліції Sayap Kiri. До червня 1946 року противники Шаріра прийняли рішення усунути його від посади прем'єр-міністра. Шарифуддін приєднався до них, виступивши проти свого колишнього товариша. 26 червня 1947 року Амір, разом з міністрами Абдулмаджидом (Соціалістична партія) та Віканою (Pesindo) за підтримки більшості членів Sayap Kiri змінив Шаріра на посту прем'єра. Колишнього прем'єра звинуватили у зраді інтересів Республіки, оскільки він наполягав на перемовинах з голландцями, натомість його опоненти виступали за продовження війни за незалежність. 3 липня Шарифуддін був призначений прем'єром.
На посту голови уряду Амір намагався створити широку урядову коаліцію, утім вороже ставлення до нового прем'єра прибічників Шаріра й лідера партії Машумі доктора Сукімана не дозволило її створити. Однак, частина фракцій Машумі, зокрема, група Вондоамісено, підтримала Шарифуддіна. Хоч в уряді Шарифуддіна комуністи контролювали близько 10 % міністерських портфелів, включаючи пост міністра оборони, який новий прем'єр зберіг за собою, в тому уряді вони мали найбільший вплив за всю історію Індонезії.
Після укладення Ренвільської угоди, що її багато хто сприйняв як національне приниження, члени Індонезійської національної партії (ІНП) й Машумі почали звинувачувати Шарифуддіна у зраді національних інтересів. У січні 1948 року Амір пішов з посту прем'єр-міністра. Після його уходу прем'єром був призначений віце-президент Хатта, який очолив «надзвичайний президентський кабінет», підпорядкований не ЦНКІ, а особисто президенту. Основу нового кабінету склали члени ІНП, Машумі та безпартійні.

## Народно-демократичний фронт і Мадіунське повстання
1947 року було створено об'єднання лівих політичних партій — Народно-демократичний фронт, керівництво якого засудило Ренвільські угоди. У серпні 1947 року до Джок'якарти повернувся Мановар Муссо — лідер індонезійської компартії, який очолював партію у 1920-их роках. Керівництво Народно-демократичного фронту, включаючи Шарифуддіна, визнало його керівником організації. Відповідно до ідей Сталіна та його прибічника Муссо щодо єдиної партії робочого класу, партії, що входили до Народно-демократичного фронту, увійшли до складу КПІ. Шарифуддін став членом ЦК партії.
У вересні в місті Суракарта (Центральна Ява) розпочався страйк, організований соціалістами й комуністами, що переросла у збройне повстання. 18 вересня повстанці захопили місто Мадіун. Вони вбили чиновників міської адміністрації й оголосили про формування нового уряду на чолі з Національним фронтом. Муссо, Шарифуддін та інші лідери КПІ виїхали до Мадіуна, щоб керувати повстанням. Наступного дня, 19 вересня, близько 200 комуністів у Джок'якарті були заарештовані за допомогу повстанцям. Сукарно засудив повстанців по радіо, звинувативши їх у прагненні встановлення в Індонезії радянської влади й закликав народ об'єднатись для захисту президента й віце-президента від заколотників. Муссо оголосив по радіо, що повстанці будуть боротись до останньої краплі крові. Керівництво Народно-демократичного фронту у Бантені й на Суматрі заявило, що не має жодного відношення до заколоту.
У наступні тижні урядові війська на чолі з дивізією Сіліванги оточили Мадіун, в якому перебували від 5 до 10 тисяч озброєних прибічників компартії. Невдовзі армія перейшла у наступ; відступаючи, повстанці убили кількох лідерів Машумі та Індонезійської національної партії. 30 вересня заколотники залишили Мадіун, наступного дня Муссо, який вчинив спробу спротиву під час затримання, був убитий.
1 грудня Амір і 300 повстанців були захоплені дивізією Сіліванги, ще 35 тисяч були заарештовані пізніше. Близько 8 тисяч осіб були вбиті під час придушення повстання. Невдовзі голландці почали наступ проти військ Республіки Індонезії, й 19 грудня заволоділи Джок'якартою. Весь індонезійський уряд, включаючи Сукарно й Хатту, був узятий у полон. Під час відступу індонезійських частин з Джок'якарти Шарифуддін був розстріляний на цвинтарі села Нгаліян разом з кількома десятками полонених комуністів і соціалістів підрозділом військової поліції дивізії Сіліванги.